# Episcada portilla
Episcada portilla är en fjärilsart som beskrevs av De la Maza och Lamas 1978. Episcada portilla ingår i släktet Episcada och familjen praktfjärilar. Inga underarter finns listade i Catalogue of Life.